# Ngwempisi (Inkhundla)
Ngwempisi ist ein Inkhundla (Verwaltungseinheit) in der Region Manzini in Eswatini. Es ist 590 km² groß und hatte 2007 gemäß Volkszählung 27.232 Einwohner.

## Geographie
Das Inkhundla liegt im Süden der Region Manzini und besteht zu einem großen Teil aus der Ngwempisi Wilderness Area mit zahlreichen über 1000 m hohen Bergen.

## Gliederung
Das Inkhundla gliedert sich in die Imiphakatsi (Häuptlingsbezirke) Bhadzeni 1, Dladleni, Macudvulwini, Ngcoseni und Velezizweni.